# Albert Anastasia
Umberto "Albert" Anastasia  (/ˌænəˈsteɪʒə/; tiếng Ý: [umˈbɛrto anasˈtaːzja]; né Anastasio; tiếng Ý: [anasˈtaːzjo]; 26 tháng 9 năm 1902 - 25 tháng 10 năm 1957) là một tên cướp, sát thủ và trùm tội phạm người Mỹ gốc Ý. Một trong những người sáng lập Mafia Mỹ hiện đại và người sáng lập và ông chủ của Murder, Inc., Anastasia là ông chủ của những gì đã trở thành gia đình tội phạm Gambino hiện đại. Ông cũng là người kiểm soát bờ sông New York trong phần lớn sự nghiệp tội phạm của mình, bao gồm các công đoàn dockworker. Anastasia bị sát hại vào ngày 25 tháng 10 năm 1957, theo lệnh của Vito Genovese và Carlo Gambino; Gambino sau đó trở thành ông chủ của gia đình tội phạm này.
Anastasia là một trong những nhân vật tội phạm có tổ chức tàn nhẫn và đáng sợ nhất trong lịch sử Hoa Kỳ; danh tiếng của ông đã mang lại cho ông biệt danh "Quân đội một người", " Mad Hatter " và "Lord High Executer".